# Коросаль (Колумбия)
Коросаль (исп. Corozal) — город и муниципалитет на севере Колумбии, на территории департамента Сукре. Входит в состав субрегиона Ла-Сабана.

## История
Поселение, из которого позднее вырос город, было основано 15 мая 1775 года.

## Географическое положение
Город расположен в центральной части департамента, в пределах Прикарибской низменности, на расстоянии приблизительно 8 километров к востоку от города Синселехо, административного центра департамента. Абсолютная высота — 154 метра над уровнем моря.
Муниципалитет Коросаль граничит на севере с территориями муниципалитетов Морроа и Лос-Пальмитос, на востоке — с муниципалитетами Сан-Хуан-де-Бетулия и Синсе, на юго-востоке — с муниципалитетом Эль-Робле, на юго-западе — с муниципалитетом Сампуэс, на западе — с муниципалитетом Синселехо. Площадь муниципалитета составляет 203,3 км².

## Население
По данным Национального административного департамента статистики Колумбии, совокупная численность населения города и муниципалитета в 2015 году составляла 62 409 человек.
Динамика численности населения муниципалитета по годам:
| 2005   | 2006   | 2007   | 2008   | 2009   | 2010   | 2011   | 2012   | 2013   | 2014   | 2015   |
| ------ | ------ | ------ | ------ | ------ | ------ | ------ | ------ | ------ | ------ | ------ |
| 57 756 | 58 331 | 58 798 | 59 275 | 59 754 | 60 220 | 60 674 | 61 126 | 61 557 | 61 991 | 62 409 |

Согласно данным переписи 2005 года мужчины составляли 48,4 % от населения Коросаля, женщины — соответственно 51,6 %. В расовом отношении белые и метисы составляли 95,4 % от населения города; негры, мулаты и райсальцы — 4,1 %; индейцы — 0,5 %.
Уровень грамотности среди всего населения составлял 84,7 %.

## Экономика
57,2 % от общего числа городских и муниципальных предприятий составляют предприятия торговой сферы, 34,5 % — предприятия сферы обслуживания, 7,9 % — промышленные предприятия, 0,4 % — предприятия иных отраслей экономики.

## Транспорт
Через город проходит национальное шоссе № 25. В северной части города имеется аэропорт.